# Wolfgang Erdmann
Wolfgang Erdmann (* 13. Mai 1945 in Walsrode; † 15. Januar 2003 in Königstein im Taunus) war ein deutscher Kunsthistoriker und Sachbuchautor.

## Leben
Wolfgang Erdmann studierte von 1966 bis 1968 an der Universität Tübingen und von 1968 bis 1970 an der Universität Freiburg Kunstgeschichte, Vor- und Frühgeschichte, Christliche Archäologie und Kirchengeschichte. 
Nach dem Studium war er in der Denkmalpflege in Freiburg tätig und führte archäologische Notgrabungen in Kirchen durch, wenn die Gebäude saniert oder mit Heizungen ausgestattet wurden. 1970 übernahm er die Leitung der Ausgrabungen in der Kirche St. Peter und Paul auf der Bodensee-Insel Reichenau. Zwischen 1976 und 1989 war er im Sonderforschungsbereich 17 (Skandinavien- und Ostseeraumforschung) der Universität Lübeck tätig und dem Amt für Vor- und Frühgeschichte (Bodendenkmalpflege) der Hansestadt Lübeck zugeordnet. 
Seit 1989 lebte er als freier Autor in Königstein im Taunus und war für den Verlag Langewiesche tätig.
Im Rahmen der Reihe Die Blauen Bücher des Verlag Langewiesche verfasste Erdmann unter anderem Sachbücher über die Zisterzienser-Klöster Chorin und Doberan sowie über das Münster St. Bonifatius in Hameln.

## Veröffentlichungen (Auswahl)
- Die Reichenau im Bodensee. Geschichte und Kunst. 1974. 11., von Bernd Konrad durchgesehene und um ein Kapitel zum spätgotischen Chor erweiterte Auflage, Verlag Langewiesche, Königstein i. Ts. 2004 (= Die Blauen Bücher). ISBN 978-3-7845-1222-8
- Das Münster zu Hameln. Die ehemalige Stiftskirche St. Bonifatius und St. Romanus von der Eigenkirche des 9. Jh. bis zur Gemeindekirche der Gegenwart: Wandlungen von Funktionen, Formen und Ansprüchen. Von Wolfgang Erdmann, nach Vorarb. v. Petra Rabbe-Hartinger u. Ernst August Oppermann; Fotos Jutta Brüdern, Verlag Langewiesche, Königstein i. Ts. 1994 (Die Blauen Bücher). ISBN 3-7845-0655-0
- Zisterzienser-Abtei Chorin. Geschichte, Architektur, Kult und Frömmigkeit, Fürsten-Anspruch und -Selbstdarstellung, klösterliches Wirtschaften sowie Wechselwirkungen zur mittelalterlichen Umwelt. Unter Mitarbeit von Gisela Gooß, Manfred Krause und Gunther Nisch. Verlag Langewiesche, Königstein i. Ts. 1994 (Die Blauen Bücher). ISBN 3-7845-0352-7
- Zisterzienser-Abtei Doberan. Kult und Kunst. Verlag Langewiesche, Königstein i. Ts. 1995 (Die Blauen Bücher). ISBN 3-7845-0411-6
- Mitarbeit: Die Astronomische Uhr in St. Marien zu Rostock. Von Manfred Schukowski unter Mitarbeit von Wolfgang Erdmann und Kristina Hegner. Mit ausführlichen Literaturhinweisen, zusammengestellt von W. Erdmann. 2., aktualisierte u. erw. Auflage. Verlag Langewiesche, Königstein i. Ts. 2010 (Die Blauen Bücher). ISBN 978-3-7845-1236-5